# Maurice Allais

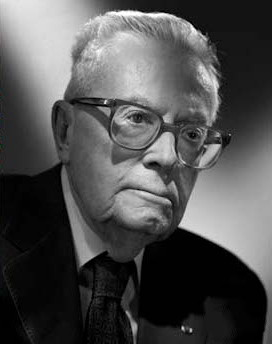
Maurice Allais (2001)

Maurice Félix Charles Allais [mɔˈʀiːs aˈlɛ] (* 31. Mai 1911 in Paris; † 9. Oktober 2010 in Saint-Cloud) war ein französischer Ingenieur und Wirtschaftswissenschaftler. 1988 wurde er mit dem Wirtschaftsnobelpreis „für seine bahnbrechenden Beiträge zur Theorie der Märkte und der effizienten Nutzung von Ressourcen“ ausgezeichnet. 

## Leben
Er besuchte das bekannte Gymnasium Lycée Lakanal in Sceaux bei Paris. Allais studierte an der École polytechnique und der École nationale supérieure des mines in Paris. Dort war er seit 1944 Professor für Wirtschaftswissenschaft und Direktor von dessen Zentrum für Ökonomische Analyse. 1949 wurde er an der Sorbonne als Ingenieur promoviert.
Er unterrichtete auch an der Universität Paris X in Nanterre und am Graduate Institute of International and Development Studies in Genf.

## Forschungen in den Wirtschaftswissenschaften
Er veröffentlichte überwiegend in Französisch, so dass einige seiner Entdeckungen in den Wirtschaftswissenschaften später von anderen unabhängig gefunden und veröffentlicht wurden, wie das Overlapping-Generations-Modell und die Goldene Regel der Akkumulation, beides in seinem Buch Économie et Intérêt von 1947, und frühe Arbeiten zur Verhaltensökonomik. In den 1940er Jahren veröffentlichte er über Entscheidungstheorie unter Unsicherheiten unabhängig von gleichzeitigen Arbeiten von John von Neumann und Oskar Morgenstern.
Bekannt ist er vor allem für das Allais-Paradoxon (1953).
1992 kritisierte er in Artikeln in L'Humanité den Maastricht-Vertrag wegen zu starker Schwerpunktsetzung für den Freihandel und er war auch ein Kritiker der Einführung der europäischen Einheitswährung.

## Pendelversuche und Allais-Effekt
Allais befasste sich auch in den 1950er Jahren mit Physik, speziell Experimenten zur Gravitation mit einem von ihm entwickelten Pendel, ein „parakonisches“ (kugelgelagertes) Pendel, das außer der Schwingung in zwei Richtungen auch um die vertikale Achse rotieren kann. Damit führte er Langzeit-Experimente zur möglichen Existenz eines Äthers (Anisotropie des Raumes) aus und fand eine Periodizität von 24,8 Stunden (später als möglicher Einfluss des Mondes erklärt). Er fand auch ein anomales Verhalten des Pendels während zweier Sonnenfinsternisse 1954 und 1959 (Allais Effekt). Später durchgeführte Experimente anderer Gruppen mit anderen Pendeln und Gravimetern kamen zu unterschiedlichen Ergebnissen: einige meinten kleine Anomalien entdeckt zu haben, andere fanden nichts. T. Van Flandern und X. S. Yang erklärten 2003 diese Effekte durch Luftströmungen in der Atmosphäre während Sonnenfinsternissen.

## Auszeichnungen
Bereits im Alter von 22 Jahren erhielt Maurice Allais die erste von zahlreichen Auszeichnungen, die ihm zugesprochen wurden.

### Wirtschaftswissenschaften
Die meisten Preise und Auszeichnungen erhielt Maurice Allais im Bereich der Wirtschaftswissenschaften. Bevor er 1988 den Wirtschaftsnobelpreis erhielt, wurde er unter anderem mit folgenden Preisen und Ehrungen bedacht:
- 1933: Prix Laplace und Prix Rivot der Französischen Akademie der Wissenschaften
- 1954: Prix Charles Dupin der Académie des sciences morales et politiques für seine Arbeit „A la recherche d'une discipline économique“ (1943)
- 1958: Frederick-W.-Lanchester-Preis,[5] für das 1957 veröffentlichte Werk „Method of Appraising Economic Prospects of Mining Explorations over Large Territories - Algerian Sahara Case Study“.
- 1959: Prix Joseph Dutens, der Académie des sciences morales et politiques für seine Arbeit „La Gestion des Houillères nationalisées et la théorie économique“ (1953)
- 1960: Großer Preis der Atlantic Community der Association française pour la Communauté Atlantique für seine Arbeit „L'Europe unie, route de prospérité“ (1959)
- 1968: Großer Preis André Arnoux der Association pour la liberté Économique et le Progrès Social für sein Gesamtwerk
- 1970: Goldene Medaille der Société d'Encouragement pour l'Industrie Nationale für sein Gesamtwerk
- 1978: Goldene Medaille des Centre National de la Recherche Scientifique für sein Gesamtwerk
- 1983: Prix Robert Blanché der Académie des sciences morales et politiques für seine Arbeit „Fréquence, Probabilité et Hasard“ (1982)
- 1984: Prix Zerilli Marimo der Académie des sciences morales et politiques für sein Gesamtwerk
- 1987: Prix Spécial der Jury Dupuit-de-Lesseps für sein Gesamtwerk
- 1988: Nobelpreis für Wirtschaftswissenschaften
- 1990: Mitglied der National Academy of Sciences

Er war Ehrendoktor der Universität Groningen (1964), der Universität Mons (1992), der American University of Paris (1992) und der Universität Lissabon (1993).

### Physik
Auch für seine Forschungen in den Naturwissenschaften wurde Maurice Allais mehrfach ausgezeichnet. So erhielt er oder war er:
- den Prix Galabert der Société Française d'astronautique (1959) für seine Forschungen über die Gravitation und die Bewegung des Foucaultschen Pendels.
- Preisträger der Gravity Research Foundation (USA, 1959) für seine Abhandlung „New Theoretical and Experimental Research Work on Gravitation“ (1959)

## Werke (Auswahl)
- Économie et Intérêt 1947
- Albert Einstein : un extraordinaire paradoxe, Juglar-Verlag, Paris 2005, ISBN 2-908735-20-2
- InnoVatio-Fundus (Bd. 15), Bonn 1999, ISBN 3-906501-15-9